# Itifallo

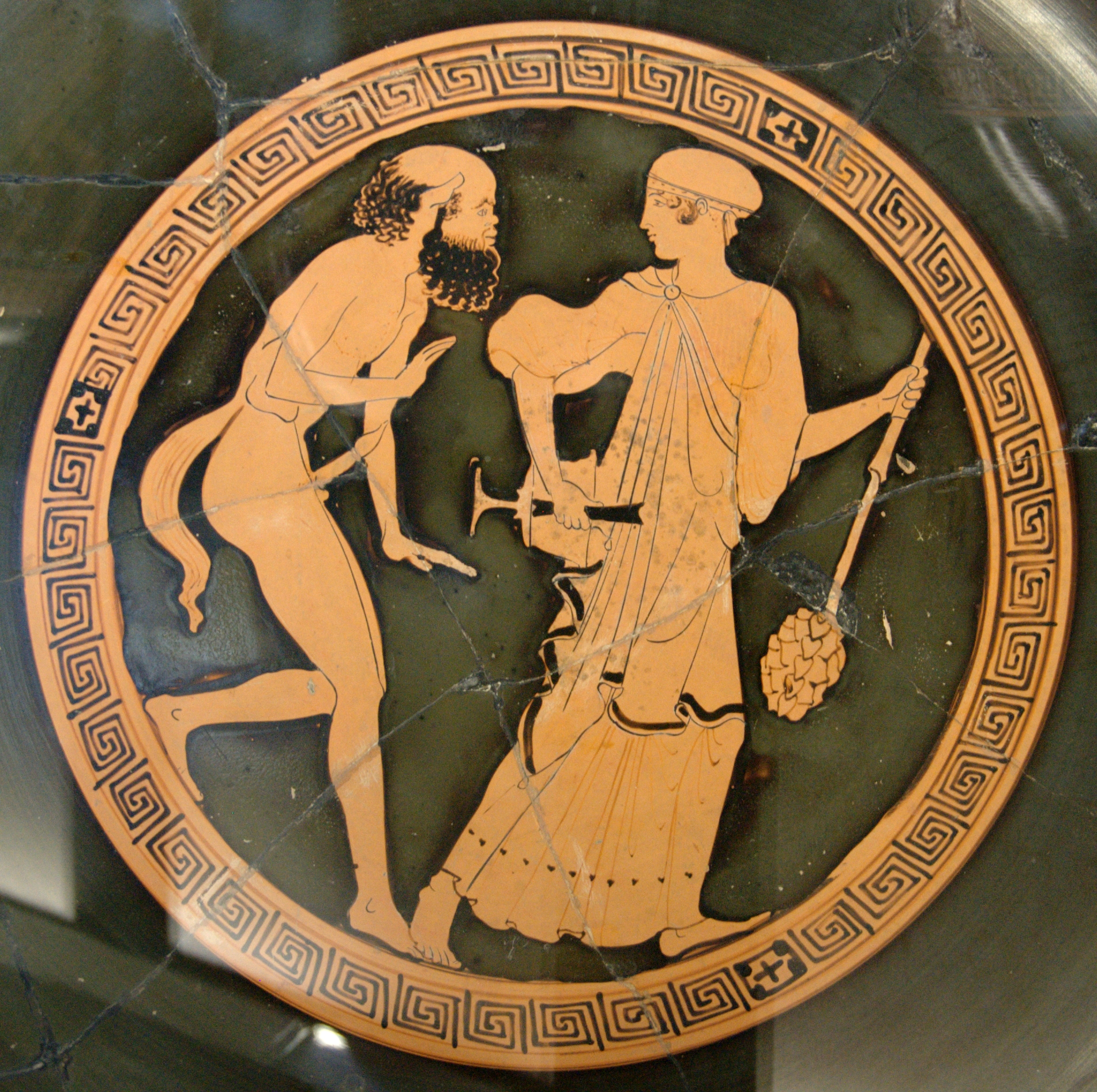
Sileno itifallico e menade con tirso e Kantharos. Interno da una kylix attica a figure rosse al Louvre (ca. 460 a.C.).

L'itifallo è il grosso simulacro del pene eretto che veniva condotto in processione nelle falloforie dell'antica Grecia. In questo contesto erano detti itifalli (ithyphalloi) anche gli stessi partecipanti alle processioni, descritti da Ateneo mentre con la testa cinta da ghirlande, in preda all'ebbrezza, innalzano i loro canti a Dioniso. I componimenti metrici intonati nelle falloforie sono detti carmi fallici o itifallici. Il ritmo itifallico è usato anche in componimenti diversi, sia come verso a sé, sia all'interno di altre forme metriche. Ad esempio in combinazione con un tetrametro dattilico forma il cosiddetto verso archilocheo.

## Etimologia
Il termine deriva dal sostantivo greco ἰθύφαλλος, composto di ἰθύς (ithǘs, «dritto») e φαλλός (phallós, «fallo»). L'aggettivo corrispondente è ἰθυφαλλικός (latino ithyphallĭcus) e la sua forma italiana è sostantivata in metrica classica per indicare il verso itifallico.

## Uso dell'aggettivo

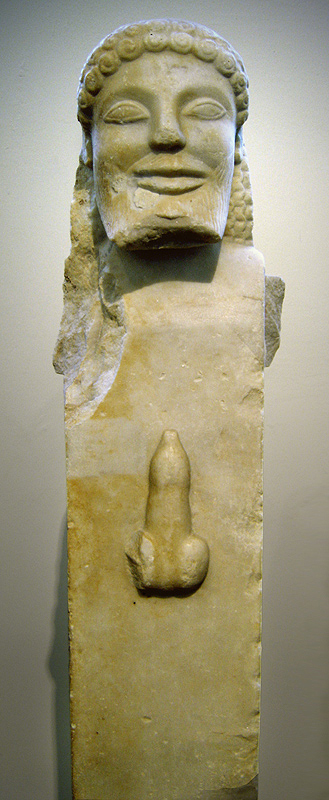
Erma itifallica da Sifanto, al Museo archeologico di Atene (ca. 520 a.C.).

Termine colto, l'aggettivo itifallico si usa anche in riferimento alla produzione artistica, specie di area greca, sebbene rappresentazioni itifalliche siano presenti in varie altre culture: nel simbolismo dell'arte e della religione egizia, ad esempio, il dio Min è rappresentato con il fallo in erezione. Il termine è riferito soprattutto ai temi iconografici dell'arte e dell'artigianato antichi (statue, statuette, bronzetti, ex voto, pitture vascolari greche di ritualità comastiche, ecc.) che raffigurano un soggetto con il fallo in erezione; si parla in tali casi di statue, figure, satiri o sileni itifallici.
Un esempio di iconografia itifallica è costituita, nell'antichità Greca (soprattutto in Attica), dalle erme, pilastri di marmo sormontati da una testa scolpita a tutto tondo che raffigurava Ermes (da cui il nome), spesso accompagnate da un fallo propiziatorio scolpito.